# Johann Georg von Dewitz

Johann Georg von Dewitz

Johann-Georg Karl Ludwig Emil von Dewitz (* 8. August 1878 in Meesow; † 8. Februar 1958 in Kuglmoos) war ein preußischer Major und deutscher Politiker (DNVP).

## Leben

### Herkunft
Seine Eltern waren Oskar von Dewitz (1845–1932) und dessen Ehefrau Elisabeth, geborene von Loeper (1852–1940).

### Militärkarriere
Nach dem Besuch des König-Wilhelm-Gymnasiums in Stettin begann Dewitz eine militärische Laufbahn in der Preußischen Armee und trat als Fahnenjunker in das Grenadier-Regiment „König Friedrich Wilhelm IV.“ (1. Pommersches) Nr. 2 ein. 1900 wurde er zum Leutnant befördert, war seit 1906 Bataillonsadjutant und erhielt 1909 die Beförderung zum Oberleutnant. Von 1909 bis 1912 besuchte er die Kriegsakademie in Berlin. 1914 wurde er zum Hauptmann befördert.
Als solcher nahm Dewitz am Ersten Weltkrieg teil. Am 7. September 1914 wurde er bei der 1. Armee in der Schlacht an der Marne verwundet. Er kehrte im November 1914 ins Feld zurück, wurde im März 1915 zum Bataillonskommandeur ernannt und diente von März 1917 bis November 1918 beim Generalintendanten des Großen Hauptquartiers. Nach der Novemberrevolution schied er als Major aus der Militärdienst aus.

### Politik
Im Februar 1919 gründete er in Stettin den Pommerschen Landbund (→Reichslandbund). Dewitz war Reichskommissar für die Osthilfe (Landstelle Köslin) und löste den Osthilfeskandal aus.
Bei der Reichstagswahl im Mai 1924 wurde Dewitz für die Deutschnationale Volkspartei (DNVP) in den Deutschen Reichstag gewählt, dem er bis Mai 1928 angehörte.
Dewitz war Amateurfotograf. Im ersten Halbjahr 1925 nahm er seine Kamera mit in den Reichstag. Aus seinen rund 600 Fotografien wählte sein Fraktionskollege Walther Lambach für sein Buch Die Herrschaft der Fünfhundert (1926) rund 50 zur Illustration aus. Es waren informelle, geradezu intime Schnappschüsse auch in Ausschuss- und Fraktionssitzungen sowie sonstigen Räumen, zu denen Pressefotografen keinen Zugang hatten. In die Schilderung der Erlebnisse des fiktiven Durchschnittsparlamentariers „Müller–Hinterwalden“ aus Neustadt, der neu gewählt worden ist und sich im Reichstagsalltag zurechtfinden muss, flossen vermutlich auch Dewitz' Erfahrungen ein.

### Schriften
- Die Entgiftung der politischen Atmosphäre. Verlag K. Curtius, Berlin [1927].